# Makoto Teguramori
Makoto Teguramori (jap. 手倉森 誠, Teguramori Makoto; * 14. November 1967 in Gonohe, Präfektur Aomori) ist ein ehemaliger japanischer Fußballspieler und -trainer.

## Karriere

### Spieler
Er begann seine Karriere bei Kashima Antlers, wo er von 1986 bis 1992 spielte. 1993 folgte dann der Wechsel zu NEC Yamagata. 1995 beendete er seine Spielerkarriere.

### Trainer
Von 2008 bis 2013 war er der Trainer des Vegalta Sendai. Im Januar 2014 übernahm er zusätzlich das Amt des Trainers der U-23-Japanische Fußballnationalmannschaft.
Ende Januar 2022 übernahm er das Traineramt beim thailändischen Erstligisten BG Pathum United FC. Dort stand er bei 28 Spielen an der Seitenlinie. Am 24. Oktober 2022 wurde er vom Verein entlassen. Zu Beginn der Saison 2023/24 wurde er im Mai 2023 vom thailändischen Erstligisten Chonburi FC unter Vertrag genommen. Anfang Dezember 2023 wurde er wegen Erfolglosigkeit entlassen. Ende Dezember 2023 gab der Erstligist BG Pathum United FC bekannt, dass er Makoto Teguramori ab Januar 2024 unter Vertrag genommen hat. Am 16. Juni 2024 stand er mit BG im Finale des Thai League Cup. Hier gewann man durch ein Tor von Teerasil Dangda gegen Muangthong United mit 1:0. Am 8. Oktober 2024 wurde er wegen unzureichenden Leistungen der Mannschaft entlassen.

## Erfolge

### Trainer

#### Verein
BG Pathum United FC
- Thailändischer Vizemeister: 2021/22
- Thailändischer Supercup-Sieger: 2022
- Thailändischer Ligapokalsieger: 2023/24

#### Nationalmannschaft
- U-23-Fußball-Asienmeisterschaft: 2016